# Balthazar Christensen
Balthazar Matthias Christensen (født 25. oktober 1802 i Randers, død 20. april 1882) var en dansk jurist og politiker, der repræsenterede Bondevennerne. 
Han var fra 1829 til 1831 embedsmand på Guineakysten, men vendte i 1839 tilbage til Danmark, hvor han grundlagde en advokatvirksomhed i København. Samme år blev han redaktør for Fædrelandet, men blev i 1841 udsat for censur og måtte derfor stoppe. Han var 1840-1843 medlem af Københavns Borgerrepræsentation, af Frederiksberg sogneforstanderskab og af Københavns Amtsråd. Han var i 1846 medstifter af Bondevennernes Selskab og var 1848-1858 dets formand. Han var i lange perioder medlem af Folketinget i årene 1849-1882, en kort overgang også af Landstinget 1853-66 og fra 1853 til 1880 var han statsrevisor. Som en af Venstres ledende skikkelser bidrog han i 1859 til dannelsen af Carl Eduard Rotwitts regering. I 1866 stemte han imod den reviderede grundlov og sluttede sig i 1870 til Det forenede Venstre. I sine sidste år havde han ikke nævneværdig politisk indflydelse. 1864-1867 var han medlem af sognerådet i Frederiksberg Kommune.

## Medlemskab af Rigsdagen
Datoer for hans medlemskab af Rigsdagen:
- Medlem af Den Grundlovgivende Rigsforsamling valgt i Maribo Amts 1. distrikt (Nakskov) 1849-49, og medlem af Rigsforsamlingens grundslovsudvalg
- Medlem af Folketinget valgt i Holbæk Amts 1. valgkreds (Holbækkredsen) 4. december 1948-4. august 1852
- Medlem af Folketinget valgt i Københavns Amts 5. valgkreds (Blæsenborgkredsen) 4. august 1852-5. juli 1853
- Medlem af Landstinget valgt i 2. kreds 5 juli 1853-23. juni 1866
- Medlem af Folketinget valgt i Frederiksborg Amts 5. valgkreds (Frederikssundkredsen) 12. oktober 1866-14. november 1873
- Medlem af Folketinget valgt i Odense Amts 4. valgkreds (Middelfartkredsen) 4. august 1875-20. april 1882